# Ophion praecinctus
Ophion praecinctus är en stekelart som beskrevs av Meyer 1935. Ophion praecinctus ingår i släktet Ophion och familjen brokparasitsteklar. Inga underarter finns listade i Catalogue of Life.